# Обективен тест
Обективните тестове са психологически тестове, които измерват индивидуалните характеристики по начин, който е независим от нормалните отклонения или от собствените убеждения на индивида. Обективните тестове често са противоположност на субективните тестове, които се основават на фройдистката психология (психоанализа) и търсят да извадят наяве несъзнателните усещания на хората. Обективните тестове претендират да са по-благонадеждни и валидни, отколкото проективните или субективни тестове.